# Curva pedal

Construção geométrica da curva pedal de em relação a

Para uma curva {\displaystyle C} e um ponto fixado {\displaystyle P,} a curva pedal de {\displaystyle C} é o lugar geométrico dos pontos {\displaystyle X} tais que {\displaystyle PX} é perpendicular a tangente da curva que passa por {\displaystyle X.} O ponto {\displaystyle P} é chamado de ponto pedal. A curva pedal é a primeira de uma série de curvas {\displaystyle C_{1},} {\displaystyle C_{2},} {\displaystyle C_{3},} etc.., onde {\displaystyle C_{1}} é a curva pedal de {\displaystyle C,} {\displaystyle C_{2}} é a curva pedal de {\displaystyle C_{1},} e assim por diante.
Mais precisamente, em qualquer ponto {\displaystyle R} sobre {\displaystyle C,} seja {\displaystyle T} a reta tangente em {\displaystyle R.} Existe um único ponto {\displaystyle X} sobre {\displaystyle T} que ou é {\displaystyle P} (no caso de {\displaystyle P} pertencer a {\displaystyle T}) ou forma com {\displaystyle P} a reta perpendicular a {\displaystyle T.} A curva pedal o conjunto dos tais pontos {\displaystyle X,} chamados de pé da perpendicular a {\displaystyle T} a partir de {\displaystyle P,} conforme {\displaystyle R} varia sobre pontos {\displaystyle C.}
Analogamente, existe um único ponto {\displaystyle Y} sobre a reta normal à {\displaystyle C} em {\displaystyle R,} de forma que {\displaystyle PY} seja perpendicular à normal, assim {\displaystyle PXRY} é um retângulo (possivelmente degenerado). O lugar geométrico dos pontos {\displaystyle Y} é chamado curva contrapedal.

## Equações

### Equação cartesiana
Tome {\displaystyle P} para ser a origem. Para obter uma curva dada pela equação {\displaystyle F(x,y)=0,} se a equação da reta tangente em {\displaystyle R=(x_{0},y_{0})} é escrita na forma
{\displaystyle \cos \alpha x+\mathrm {sen} \,\alpha y=p}
em seguida o vetor (cos α, sin α) é paralelo ao segmento {\displaystyle PX,} e o comprimento de {\displaystyle PX,} que é a distância da partir reta tangente à origem, é {\displaystyle p.} Também {\displaystyle X} é representado em coordenadas polares por {\displaystyle (p,\alpha )} e trocando {\displaystyle (p,\alpha )} por {\displaystyle (r,\theta )} produzimos a equação polar para a curva pedal.
Por exemplo, para a elipse
{\displaystyle {\frac {x^{2}}{a^{2}}}+{\frac {y^{2}}{b^{2}}}=1}
a reta tangente em {\displaystyle R=(x_{0},y_{0})} é
{\displaystyle {\frac {x_{0}x}{a^{2}}}+{\frac {y_{0}y}{b^{2}}}=1}
e escrever isso na forma descrita acima requer que
{\displaystyle {\frac {x_{0}}{a^{2}}}={\frac {\cos \alpha }{p}},\,{\frac {y_{0}}{b^{2}}}={\frac {\mathrm {sen} \,\alpha }{p}}.}
A equação para a elipse pode ser usada para eliminar {\displaystyle x_{0}} and {\displaystyle y_{0}} dando
{\displaystyle a^{2}\cos ^{2}\alpha +b^{2}\mathrm {sen} \,^{2}\alpha =p^{2},}
e convertendo para {\displaystyle (r,\theta )} dados
{\displaystyle a^{2}\cos ^{2}\theta +b^{2}\mathrm {sen} \,^{2}\theta =r^{2},}
como a equação polar para a pedal. Isto é facilmente convertido para uma equação cartesiana
{\displaystyle a^{2}x^{2}+b^{2}y^{2}=(x^{2}+y^{2})^{2}.}

### Equação Polar
Seja P a origem, e C dado em coordenadas polares pela equação r = f(θ). Seja R=(r, θ) um ponto na curva, e X=(p, α) seu ponto correspondente na curva polar. Façamos que ψ denote o ângulo entre a reta tangente e o raio vetor. Ele é dado por:
{\displaystyle r={\frac {dr}{d\theta }}\tan \psi .}
Então
{\displaystyle p=r\sin \psi }
e
{\displaystyle \alpha =\theta +\psi -{\frac {\pi }{2}}.}
Essas equações podem ser usadas para produzir uma equação em p and α onde, quando transladado para r e θ, nos dá uma equação polar para a curva pedal.

Por exemplo, seja a curva uma circunferência com r = a cos θ. Então
{\displaystyle a\cos \theta =-a\sin \theta \tan \psi }
então
{\displaystyle \tan \psi =-\cot \theta ,\,\psi ={\frac {\pi }{2}}+\theta ,\alpha =2\theta .}
Também temos
{\displaystyle p=r\sin \psi \ =r\cos \theta =a\cos ^{2}\theta =a\cos ^{2}{\alpha  \over 2}.}
Com isso a equação polar da pedal é:
{\displaystyle r=a\cos ^{2}{\theta  \over 2}.}

### Da equação Pedal
A equação Pedal de uma curva e seu pedal são muito relacionados. Se P é pego como o ponto pedal e como a origem, então pode ser mostrado que o ângulo ψ entre a curva e o raio vetor no ponto R é igual ao ângulo correspondente para a curva pedal no ponto X. Se p é o tamanho da perpendicular de P até a tangente a curva (i.e. PX) e q é o tamanho da correspondente perpendicular desenhada de P até a tangente ao pedal, então por semelhança de triângulos
{\displaystyle {\frac {p}{r}}={\frac {q}{p}}.}
Disso segue imediatamente que se a equação Pedal da curva é f(p,r)=0 então a equação para a curva pedal é 
{\displaystyle f(r,{\frac {r^{2}}{p}})=0}
Com isso, todos os pedais positivos e negativos podem ser computados facilmente se a equação pedal da curva é conhecida.

### Equações Paramétricas
Seja
{\displaystyle {\vec {v}}=P-R}
o vetor de R até P e sejam
{\displaystyle {\vec {v}}={\vec {v}}_{\parallel }+{\vec {v}}_{\perp }},
as componentes normal e tangencial de {\displaystyle {\vec {v}}} com respeito a curva.
Então {\displaystyle {\vec {v}}_{\parallel }} é o vetor de R até X do qual a posição de X pode ser analisada.
Especificamente, se c é uma parametrização da curva então
{\displaystyle t\mapsto c(t)+{c'(t)\cdot (P-c(t)) \over |c'(t)|^{2}}c'(t)}
parametriza a currva pedal (excetuando-se pontos onde c' é zero ou indefinido).
Para uma curva paramétrica definida, sua curva pedal com o ponto pedal (0,0) é definida como:
{\displaystyle X[x,y]={\frac {(xy'-yx')y'}{x'^{2}+y'^{2}}}}
{\displaystyle Y[x,y]={\frac {(yx'-xy')x'}{x'^{2}+y'^{2}}}.}

## Propriedades Geométricas
Considere um ângulo movendo-se rigidamente de forma que um de seus extremos seja fixo no ponto P, e o outro lado seja tangente a curva. Então, o vértice desse ângulo é X e traça assim, a curva pedal.  Enquanto o ângulo se move, a direção do movimento em P é paralelo a PX a a direção do movimento em R é paralela a tangente T = RX. Portanto o centro instantâneo de rotação é a interseção da linha perpendicular a PX em P e perpendicular a RX em R, e esse ponto é Y. Assim, segue que a tangente à pedal em X é perpendicular a XY
Desenhe uma circunferência com diâmetro PR, então ela circunscreve o retângulo PXRY e XY é outro diâmetro. A circunferência e a pedal, são ambas perpendiculares a XY então elas são tangentes em X. Portanto a pedal é o envelope da circunferência com diâmetro PR onde R pertence à curva.
A linha YR é normal à curva e o envelope de tal normal e sua evoluta. Portanto YR
é tangente a evoluta e o ponto Y é o pé da perpendicular de P a essa tangente, em outras palavras Y está no pedal da evoluta.

### Exemplos

Limaçon — Curva pedal de um círculo

Quando C é uma circunferência a discussão acima mostra que as definições seguintes of a limaçon são equivalentes:
- É o pedal da circunferência.
- É o envelope da circunferência cujo diametro tem um ponto final em um ponto fixo e o ontro ponto final que percorre a circunferência.

## Pedais de curvas Específicas
Pedals of some specific curves are:
| Curva                | Equação                                                            | Ponto de pedal          | Curva Pedal                                                                            |
| -------------------- | ------------------------------------------------------------------ | ----------------------- | -------------------------------------------------------------------------------------- |
| Circunferência       |                                                                    | Ponto da Circunferência | Cardioid                                                                               |
| Circunferência       |                                                                    | Qualquer Ponto          | Limaçon                                                                                |
| Parábola             |                                                                    | Foco                    | A reta tangente no vértice                                                             |
| Parábola             |                                                                    | Vértice                 | Cissoide of Diocles                                                                    |
| Conica Central       |                                                                    | Foco                    | Circunferência auxiliar                                                                |
| Cônica Central       | {\displaystyle {\frac {x^{2}}{a^{2}}}\pm {\frac {y^{2}}{b^{2}}}=1} | Centro                  | {\displaystyle {a^{2}}\cos ^{2}\theta \pm {b^{2}}\sin ^{2}\theta =r^{2}} (a hippopede) |
| Hibérbole Retângular |                                                                    | Centro                  | Lemniscata de Bernoulli                                                                |
| Espiral logarítmical |                                                                    |                         |                                                                                        |